# Florian Gottschick

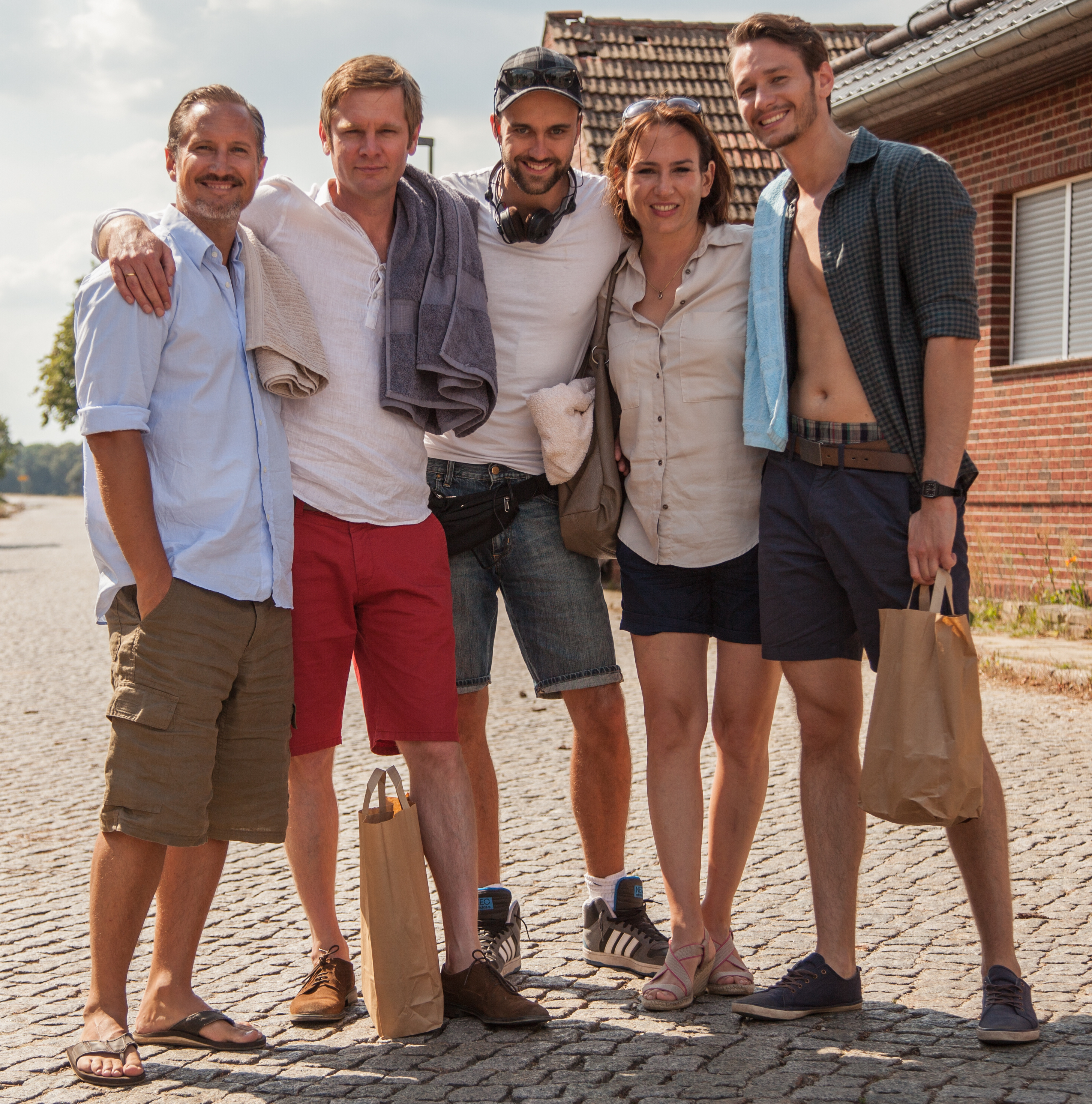
Florian Gottschick (Mitte) mit seinen Schauspielern aus Nachthelle, 2013, v. l. n. r.: Benno Fürmann, Kai Ivo Baulitz, Anna Grisebach, Vladimir Burlakov

Florian Gottschick (* 20. August 1981 in Frankfurt am Main) ist ein deutscher Filmregisseur, Drehbuchautor und Romanautor.

## Leben und Werk
Vor und während seines Studiums der Filmregie an der Hochschule für Film und Fernsehen „Konrad Wolf“ (HFF) arbeitete Gottschick als creative producer für Film- und Fernsehproduktionen und organisierte gemeinsam mit dem Goethe-Institut und dem Auswärtigen Amt deutsche Filmreihen im Kosovo und in Albanien.
Während des Studiums entstanden die dokumentarischen Porträts Licht bricht sich (Breaking Light) über einen Hospiz-Gast und Herr Kio (Mr. Kio) über den Transvestiten Madame Kio. Sein Vordiplom-Film Zwillinge (Twins) über eineiige, männliche Zwillinge, die eine inzestuöse, egomane Beziehung führen, wurde auf zahlreichen Festivals gezeigt und von Edition Salzgeber auf DVD veröffentlicht. Für seinen ersten Langspielfilm Artisten, der auf dem Filmfestival Max-Ophüls-Preis Premiere feierte, wurde er für den DEFA Nachwuchspreis nominiert. Artisten war der Diplomfilm des Schauspieljahrgangs an der HFF im Jahr 2010.
Seine Diplomarbeit schrieb er über das anti-chronologische Erzählen im Postmodernen Film, wodurch auch sein Diplomfilm Nachthelle (Bright Night) beeinflusst wurde. Der Film wurde u. a. für den Grimme-Preis 2016, Studio Hamburg Nachwuchspreis für das beste Drehbuch und den Förderpreis Neues Deutsches Kino für beste Regie und bestes Drehbuch nominiert und wurde u. a. mit Auszeichnungen wie „best narrative feature“ auf dem Filmfestival in Austin/Texas und „best director“ auf dem Evolution Filmfestival in Palma bedacht. Der Film wurde auf 50 internationalen Filmfestivals und Wettbewerben aufgeführt und lief 2015 und 2016 in der ARD. Der Film kam am 4. Juni 2015 in die deutschen Kinos.
Im Jahre 2016 erschien mit Gottschicks Fucking Berlin die Verfilmung des gleichnamigen autobiographischen Romans von Sonia Rossi. Der Film wurde direkt fürs Heimkino veröffentlicht, ehe er im Juli 2018 auch auf Netflix verfügbar wurde und dort seitdem im Portfolio vertreten ist. Gottschick inszenierte den Spielfilm Du Sie Er & Wir für Netflix, der auf dem Streamingdienst am 15. Oktober 2021 veröffentlicht werden soll. In den Hauptrollen sind Jonas Nay, Paula Kalenberg, Nilam Farooq und Louis Nitsche zu sehen.
Gottschick ist Mitglied im Bundesverband Regie. und arbeitet zudem neben seiner Tätigkeit als Regisseur auch der Stoffentwicklung für diverse Fernseh- und Kinoformate, als Drehbuchlektor und -consultant und als Gast-Dozent für Drehbuch/Dramaturgie, Schauspielführung und Theatersport/Improvisation an diversen Institutionen und Universitäten (u. a. Filmuniversität Babelsberg). Er trainiert die Chechov- und Meisner-Schauspielmethode, u. a. bei Frank Betzelt.
Er lebt in Berlin-Friedrichshain und Spanien.

## Bibliografie
- 2021: Henry, Roman, Penguin, München 2021. ISBN 3-328-60148-1
- 2023: Damals im Sommer, Roman, Penguin, München 2023. ISBN 3-328-60143-0

## Filmografie (Auszüge)
- 2007: Herr Kio (Kurzfilm)
- 2008: Licht bricht sich (Kurzfilm)
- 2009: Zwillinge (Kurzfilm)
- 2012: Artisten
- 2014: Nachthelle
- 2016: Fucking Berlin
- 2016: Der Kriminalist – Schattenmädchen (Drehbuch)
- 2017: Der Kriminalist – Vaterkomplex (Drehbuch)
- 2019: Rest in Greece
- seit 2020: Großstadtrevier (7 Folgen)
- 2020: WaPo Bodensee (4 Folgen)
- 2021: DU SIE ER & WIR
- 2021: Doktor Ballouz (3 Folgen)
- 2022: Ein Fall für zwei (2 Folgen)